# 威廉·米克拉斯

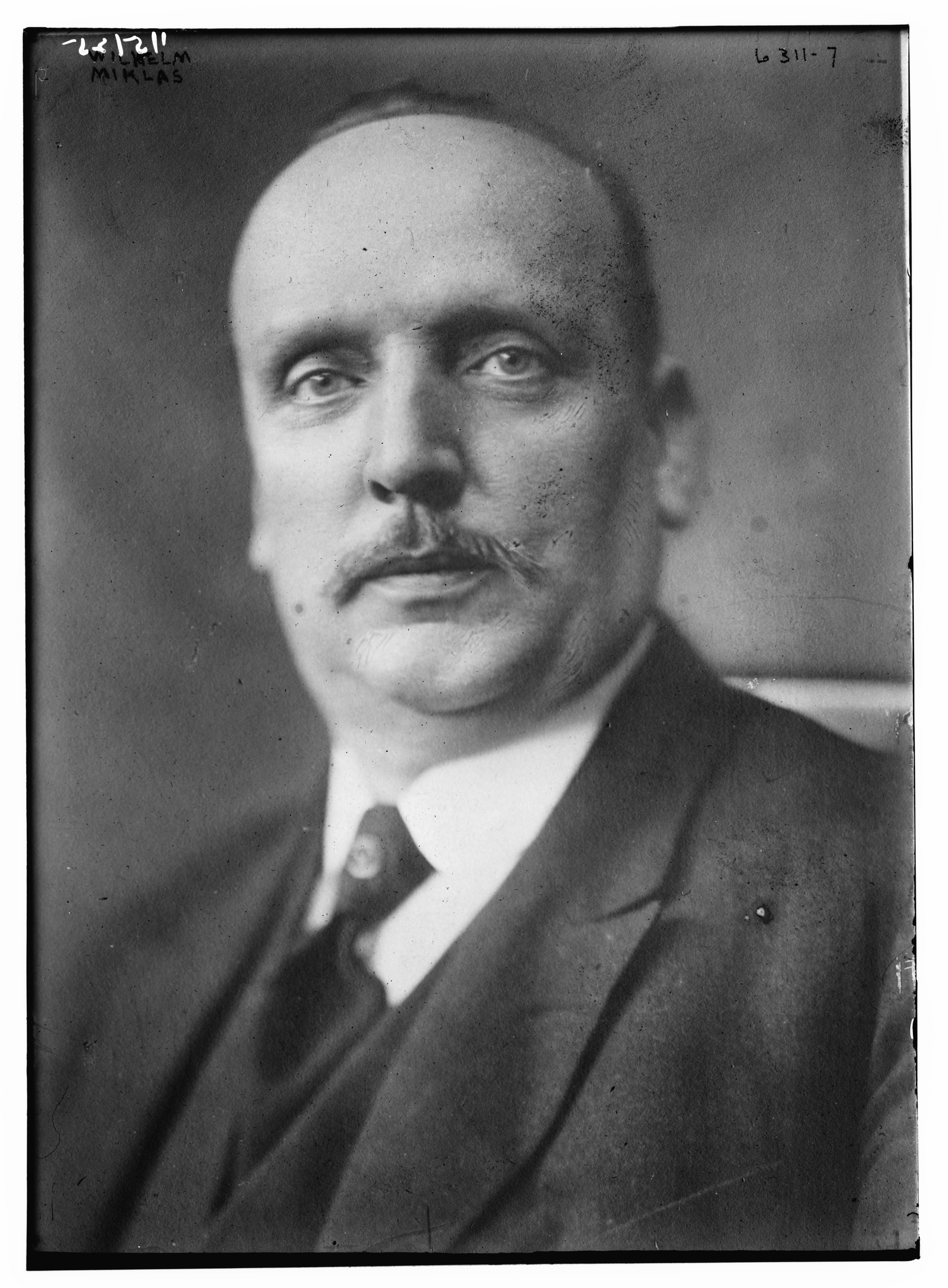
威廉·米克拉斯

威廉·米克拉斯（Wilhelm Miklas，1872年10月15日—1956年3月20日），奥地利第一共和国总统（1928年－1938年）。基督教社会党党员。曾任帝国议会议员。
米克拉斯在维也纳大学学习历史和地理。1928年10月10日当选为奥地利总统。
1938年3月11日，德國要求奧地利撤換總理库尔特·许士尼格，改由親納粹的阿圖爾·賽斯-英夸特擔任總理，否則德軍將會入侵奧地利。許士尼格在當日辭去總理一職。米克拉斯起初拒絕任命賽斯-英夸特為總理，在11日午夜終於向德國的軍事威脅屈服，任命賽斯-英夸特為總理。賽斯-英夸特隨即邀請德軍進駐奧地利。3月13日，德國正式吞併奧地利。米克拉斯自此退出政坛，只以领取退休金生活，即使战后亦不愿再竞选总统。
1956年3月20日，米克拉斯逝世于维也纳。
| 前任： 迈克尔·海尼施 | 奥地利总统 1928年－1938年 | 继任： 卡尔·伦纳 （1945年上任） |